# Jelena Blagojević
Jelena Blagojević (serbisch-kyrillisch Јелена Благојевић; * 1. Dezember 1988 in Olovo, SFR Jugoslawien) ist eine serbische Volleyballspielerin.

## Karriere
Jelena Blagojević spielte von 2012 bis 2021 als Außenangreiferin und als Libera in der serbischen Nationalmannschaft. Sie nahm zweimal an Olympischen Spielen teil und gewann 2021 in Tokio die Bronzemedaille. Außerdem wurde sie 2017 und 2019 Europameisterin. Blagojević spielte bei folgenden Vereinen: OK Roter Stern Belgrad (zweimal serbische Meisterin und Pokalsiegerin), Robur Tiboni Urbino, Foppapedretti Bergamo, Trabzon İdmanocağı und Chemik Police (polnische Meisterin und Pokalsiegerin). Seit 2017 ist sie bei KS Developres Rzeszów aktiv. Bis 2010 spielte sie auch Beachvolleyball.